# Артур Аксман
Артур Аксман (на немски: Artur Axmann) е германски политик, който е известен с ролята си на ръководител на Хитлерова младеж от 1940 до 1945 г. Той е последният жив нацист с ранг, еквивалентен на Райхсфюрер-СС.

## Биография

### Произход и младежки години
Аксман е роден в Хаген, Вестфалия, син на застрахователен чиновник. През 1916 г. семейството му се премества в Берлин – Вединг, където баща му почива 2 години по-късно. Акман е добър ученик и получава стипендия да посещава средно училище. Той се присъединява към Хитлерова младеж през ноември 1928 г., след като изслушва нацисткия гаулайтер Йозеф Гьобелс, който говори и става лидер на местната партийна структура в района на Вединг. Той се присъединява към Националсоциалистическия съюз на учениците, където се отличава като оратор.

### Нацистка кариера
През септември 1931 г. Аксман се присъединява към нацистката партия, а през следващата година е призован в НСДАП, за да извърши реорганизация на структурите на Хитлеровата младеж и професионалните училища. След нацисткото изземване на властта през 1933 г. той се издига до регионален лидер и става началник на Социалната служба на младежкото ръководство на Райха.
Аксман ръководи Хитлеровата младеж в държавното професионално обучение и успява да повиши статута на земеделската работа на младежите. През ноември 1934 г. е назначен за лидер на Хитлерюгенд в Берлин.
През Втората световна война Аксман е на активна служба на Западния фронт до май 1940 г. На 1 май 1940 г. той е назначен за заместник на нацисткия Райхсюгендфюрер Балдур фон Ширах, когото наследява три месеца по-късно на 8 август 1940 г. Като член на 23-та пехотна дивизия на Вермахта, той е тежко ранен на Източния фронт през 1941 г., губейки дясната си ръка.
В началото на 1943 г. Аксман предлага създаването на 12-а СС танкова дивизия Хитлерюгенд на Хайнрих Химлер, с военнослужещи от Хитлеровата младеж. Адолф Хитлер одобрява плана за бойното подразделение, което ще се състои от членове на младежта, родени през 1926 г. След това започва набирането и обучението. През последните седмици на войната в Европа Аксман командва звена на младежта, които са включени в гвардията Фолксщурм. Неговите единици се състоят главно от деца и юноши. Те се бият в битката за Берлин.

#### Берлин, 1945 г.
По време на последните дни на Хитлер в Берлин, Аксман е сред присъстващите във Фюрербункера. През това време в немската преса е обявено, че Аксман е получил германския орден, най-високото отличие, което нацистката партия би могла да даде за служба на Райха.
На 30 април 1945 г., само няколко часа преди самоубийството, Хитлер подписва заповедта, за да позволи пробив.
На 1 май Аксман напуска бункера на Фюрера като част от пробиващата група, която включва още Мартин Борман, Вернер Науман и SS лекаря Лудвиг Щумпфегер. Търсейки път за бягство от съветските войски, тяхната група успява да пресече река Шпрее на моста Вайденхамер.
Оставяйки другата част от групата, Борман, Щумпфегер и Аксман се спускат по железопътните линии до жп гара Лертер. Борман и Щумпфегер последват железопътните линии към гара Щетинер. Аксман решава да отиде в обратната посока на своите двама спътници. Когато среща патрул на Червената армия, Аксман се двоуми. Вижда две тела, които по-късно определя като Борман и Щумпфегер, лунната светлина ясно осветява лицата им. Нямал време да провери телата внимателно, затова не знае как са умрели. Изявленията му се потвърждават от откриването на останките на Борман и Шумпфегер през 1972 г.

### След войната
Аксман избягва залавянето от съветските войски и живее няколко месеца под псевдоним „Ерих Шиверт“. През декември 1945 г. е арестуван в Любек, когато нацисткото нелегално движение, което той организира, е разкрито от операция по контраразузнаване на Щатската армия.
През май 1949 г. съдът за денацификация в Нюрнберг осъжда Аксман на три години и три месеца лишаване от свобода като „основен нарушител“. Той не е признат за виновен за военни престъпления. На 19 август 1958 г. съд в Западен Берлин налага на бившия лидер на Хитлерова младеж глоба 35 000 марки (приблизително 3000 паунда или 8300 щ.д.), около половината от стойността на собствеността му в Берлин. Съдът го признава за виновен за индоктринирането на германската младеж с националсоциализма до края на войната в Европа, но заключава, че не е виновен за военни престъпления.

### Последни години
След освобождаването си от ареста Аксман работи като бизнесмен с различен успех. От 1971 г. напуска Германия за няколко години, живеейки на остров Гран Канария. Аксман се завръща в Берлин през 1976 г., където умира на 24 октомври 1996 г. на 83-годишна възраст. Причината за смъртта му и подробности за оцелелите членове на семейството му не са разкрити.